# ثيو لوفيفر
ثيو لوفيفر هو سياسي بلجيكي، ولد في 17 يناير 1914 في غنت في بلجيكا، وتوفي في 18 سبتمبر 1973 في بلجيكا. حزبياً، نشط في Christian Social Party (Belgium, 1945) ‏. وقد انتخب عضو مجلس النواب من بلجيكا وانتخب عضو في البرلمان الأوروبي وانتخب رئيس وزراء بلجيكا (25 أبريل 1961 – 28 يوليو 1965).

## روابط خارجية
- ثيو لوفيفر على موقع مونزينجر (الألمانية)